# Systaria lannops
Espèce
Systaria lannops est une espèce d'araignées aranéomorphes de la famille des Miturgidae.

## Distribution
Cette espèce est endémique de la province de Chiang Mai en Thaïlande,. Elle se rencontre dans les grottes Tham Tap Tao, Tham Pha Daeng et Tham Doi Chiang Dao entre 470 et 700 m d'altitude.

## Description
La femelle holotype mesure 11,0 mm.

## Publication originale
- Jäger, 2018 : On the genus Systaria (Araneae: Clubionidae) in Southeast Asia: new species from caves and forests. Zootaxa, no 4504(4), p. 524-544.